# (422) Berolina
(422) Berolina és un asteroide que forma part del cinturó d'asteroides i va ser descobert el 8 d'octubre de 1896 per Carl Gustav Witt des de l'observatori Urania de Berlín, Alemanya.

## Designació i nom
Berolina va ser designat al principi com 1896 DA.
Més tard es va nomenar per la forma en llatí de Berlín, una ciutat d'Alemanya i lloc del descobriment.

## Característiques orbitals
Berolina està situat a una distància mitjana de 2,228 ua del Sol; pot apropar-se fins a 1,749 ua i allunyar-se fins a 2,707 ua. Té una inclinació orbital de 4,999° i una excentricitat de 0,2148. Triga 1.215 dies a completar una òrbita al voltant del Sol.
Berolina forma part de la família asteroidal de Flora.